# 9e cérémonie des Grammy Awards
 (mai 2025).
La 9e cérémonie des Grammy Awards s'est déroulée le 2 mars 1967 à Chicago, Los Angeles, Nashville et New York.

## Palmarès
- Enregistrement de l'année : Strangers in the Night de Frank Sinatra, produit par Jimmy Bowen[1]
- Album de l'année : A Man and His Music de Frank Sinatra, produit par Sonny Burke
- Chanson de l'année : Michelle de John Lennon et Paul McCartney, interprétée par les Beatles
- Meilleur nouvel artiste : non décerné

| Prix                                                                                      | Artiste                                   | Titre                                                                                               |
| ----------------------------------------------------------------------------------------- | ----------------------------------------- | --------------------------------------------------------------------------------------------------- |
| Best Instrumental Theme                                                                   | Neal Hefti                                | Batman Theme                                                                                        |
| Best Vocal Performance, Female                                                            | Eydie Gormé                               | If He Walked Into My Life                                                                           |
| Best Vocal Performance, Male                                                              | Frank Sinatra                             | Strangers In The Night                                                                              |
| Best Instrumental Performance (Other Than Jazz)                                           | Herb Alpert And The Tijuana Brass         | What Now My Love                                                                                    |
| Best Performance By A Vocal Group                                                         | Anita Kerr Singers                        | A Man and a Woman                                                                                   |
| Best Performance By A Chorus                                                              | Ray Conniff Singers                       | Somewhere My Love (Lara's Theme From Dr. Zhivago)                                                   |
| Best Original Score Written For A Motion Picture Or Television Show                       | Maurice Jarre                             | Dr. Zhivago                                                                                         |
| Best Score From An Original Cast Show Album                                               |                                           | Mame                                                                                                |
| Best Comedy Performance                                                                   | Bill Cosby                                | Wonderfulness                                                                                       |
| Best Spoken Word, Documentary Or Drama Recording                                          | Edward R. Murrow                          | Edward R. Murrow - A Reporter Remembers Vol. I The War Years                                        |
| Best Recording For Children                                                               | Marvin Miller                             | Dr. Seuss Presents - \"If I Ran The Zoo\" And \"Sleep Book\"                                        |
| Best Album Notes                                                                          |                                           | Sinatra At The Sands                                                                                |
| Best Instrumental Jazz Performance - Group Or Soloist With Group                          | Wes Montgomery                            | Goin' Out Of My Head                                                                                |
| Best Original Jazz Composition                                                            | Duke Ellington                            | In The Beginning God                                                                                |
| Best Contemporary (R&R) Recording                                                         | New Vaudeville Band                       | Winchester Cathedral                                                                                |
| Best Contemporary (R&R) Solo Vocal Performance - Male Or Female                           | Paul McCartney                            | Eleanor Rigby                                                                                       |
| Best Contemporary (R&R) Group Performance, Vocal Or Instrumental                          | The Mamas and the Papas                   | Monday, Monday                                                                                      |
| Best Rhythm & Blues Recording                                                             | Ray Charles                               | Crying Time                                                                                         |
| Best Rhythm & Blues Solo Vocal Performance, Male Or Female                                | Ray Charles                               | Crying Time                                                                                         |
| Best Rhythm & Blues Group Performance, Vocal Or Instrumental                              | Ramsey Lewis                              | Hold it Right There                                                                                 |
| Best Folk Recording                                                                       | Cortelia Clark                            | Blues in the Street                                                                                 |
| Best Sacred Recording (Musical)                                                           | Porter Wagoner And The Blackwood Brothers | Grand Old Gospel                                                                                    |
| Best Country & Western Recording                                                          | David Houston                             | Almost Persuaded                                                                                    |
| Best Country & Western Vocal Performance - Female                                         | Jeannie Seely                             | Don't Touch Me                                                                                      |
| Best Country & Western Vocal Performance, Male                                            | David Houston                             | Almost Persuaded                                                                                    |
| Best Country & Western Song                                                               |                                           | Almost Persuaded                                                                                    |
| Best Instrumental Arrangement                                                             |                                           | What Now My Love                                                                                    |
| Best Arrangement Accompanying A Vocalist Or Instrumentalist                               |                                           | Strangers In The Night                                                                              |
| Best Engineered Recording - Non Classical                                                 |                                           | Strangers In The Night                                                                              |
| Best Engineered Recording - Classical                                                     |                                           | Wagner: Lohengrin                                                                                   |
| Best Album Cover, Photography                                                             |                                           | Confessions of a Broken Man                                                                         |
| Best Album Cover, Graphic Arts                                                            |                                           | Klaus Voormann                                                                                      |
| Album Of The Year - Classical                                                             |                                           | Ives: Symphony No. 1 In D Minor                                                                     |
| Best Classical Performance - Orchestra                                                    | Orchestre symphonique de Boston           | Mahler: Symphony No. 6 In A Minor                                                                   |
| Best Chamber Music Performance - Instrumental Or Vocal                                    | Boston Symphony Chamber Players           | Boston Symphony Chamber Players - Works Of Mozart, Brahms, Beethoven, Fine, Copland, Carter, Piston |
| Best Classical Performance - Instrumental Soloist or Soloists (With Or Without Orchestra) |                                           | Baroque Guitar (Works Of Bach, Sanz, Weiss, Etc.)                                                   |
| Best Opera Recording                                                                      |                                           | Wagner: Die Walkure                                                                                 |
| Best Classical Choral Performance                                                         |                                           | Ives: Music For Chorus                                                                              |
| Best Classical Choral Performance                                                         | Handel: Messiah                           | |
| Best Classical Vocal Soloist Performance (With Or Without Orchestra)                      | RCA Italiana Opera Orchestra              | Prima Donna (Works Of Barber, Purcell, Etc.)                                                        |